# Sprendlingen
Pour le quartier de Dreieich, voir Dreieich.
Sprendlingen est une municipalité (Ortsgemeinde en allemand) dans l'arrondissement de Mayence-Bingen en Rhénanie-Palatinat.

## Musées
- Musée local de la ville[1]

## Politique

### Jumelages
- Genlis (France), depuis le 13 juin 1964[2]
- Joinville (Haute-Marne) (France)